# Arthur Andrews
Arthur Fleming Andrews (ur. 1 września 1876 w Muncie, zm. 20 marca 1930 w Long Beach) – amerykański kolarz torowy, dwukrotny medalista olimpijski.

## Kariera
Największe sukcesy w karierze Arthur Andrews osiągnął w 1904 roku, kiedy zdobył złoty dwa medale podczas igrzysk olimpijskich w St. Louis. W wyścigu na 25 mil zdobył srebrny medal, ulegając jedynie swemu rodakowi Burtonowi Downingowi, a bezpośrednio wyprzedzając kolejnego reprezentanta USA George’a Wileya. Na tych samych igrzyskach zajął ponadto trzecie miejsce na dystansie 5 mil, ulegając jedynie Charlesowi Schlee oraz Wileyovi. Na igrzyskach w Saint Louis wziął również udział w dwóch kolejnych konkurencjach kolarskich: na ½ i ½ mili, ale w obu przypadkach został wyeliminowany we wczesnej fazie. Andrews nigdy nie zdobył medalu na torowych mistrzostwach świata.